# 特拉維夫地鐵

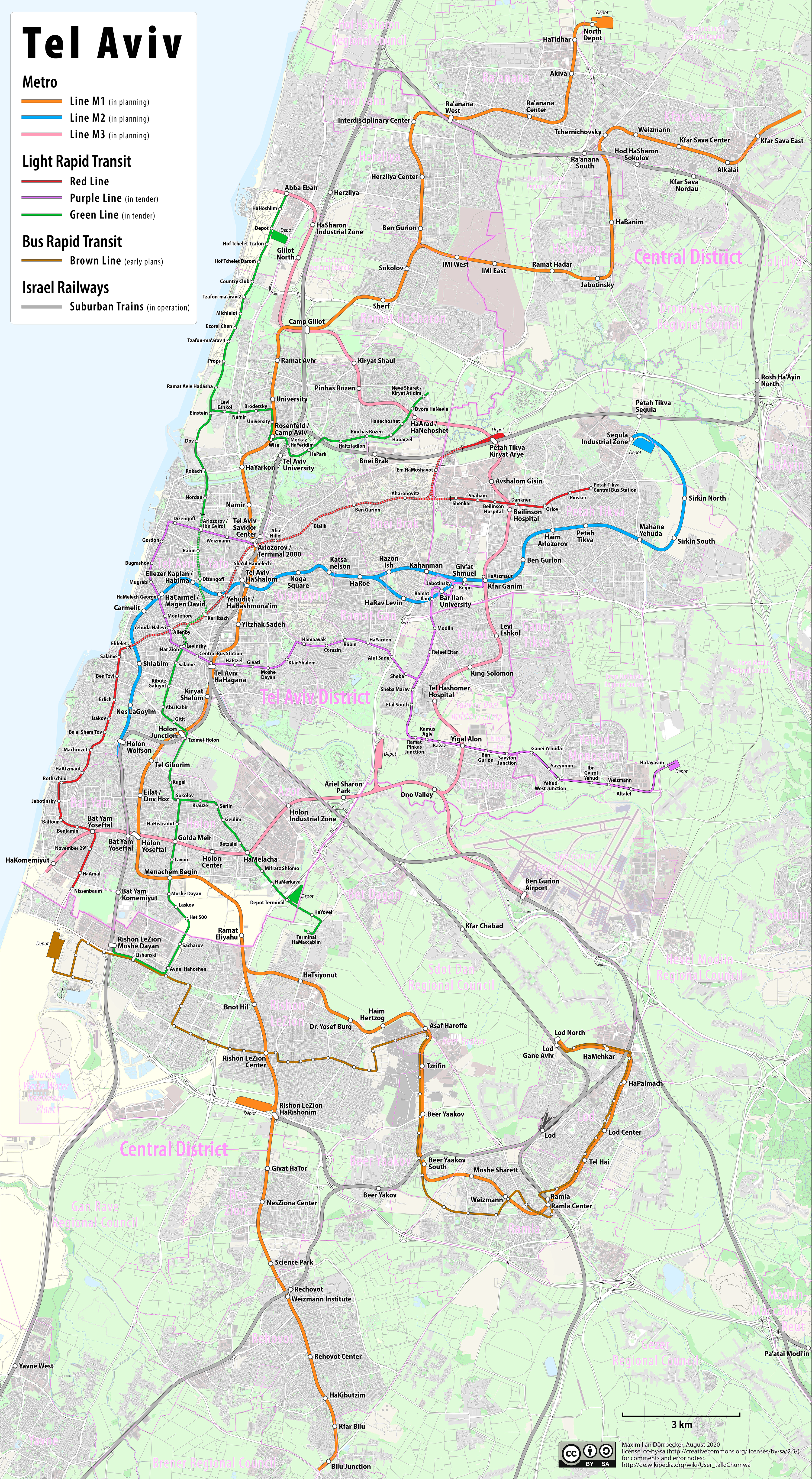
特拉維夫地鐵構想圖

特拉維夫地鐵（Tel Aviv Metro）是以色列特拉維夫都會區的地鐵系統構想，包括了特拉維夫輕鐵和以色列鐵路的市郊路線，構成特拉維夫的快速交通系統。特拉維夫地鐵的構想出現在2015年。

## 外部連結
- 官方网站
- Map of all lines （页面存档备份，存于） from NTA, 2020
- Schematic map of all lines （页面存档备份，存于） from NTA, 2020
- Map of all lines （页面存档备份，存于） from NTA, 2019